# Microfalcula
Microfalcula is een geslacht van springstaarten binnen de familie van Microfalculidae en telt 1 beschreven soort.

## Taxonomie
- Microfalcula delamarei - Massoud & Betsch, 1966